# Hadrobunus maculosus
Hadrobunus maculosus – gatunek kosarza z podrzędu Eupnoi i rodziny Sclerosomatidae.

## Opis
Duży gatunek kosarza. Długość ciała u samców wynosi około 9 mm, a u samic około 12 mm. Nogi są stosunkowo krótkie. Uda pierwszej pary odnóży są znacznie krótsze od długości ciała u obu płci oraz krótsze od jego szerokości w przypadku samic.

## Biotop
Kosarz ten występuje w lasach oraz przylegających do nich obszarach trawiastych.

## Występowanie
Gatunek występuje w północno-wschodnich Stanach Zjednoczonych oraz w Ontario w Kanadzie.